# Nowa Synagoga w Czortkowie
Nowa Synagoga w Czortkowie (ukr. Хасидська синагога) – synagoga z początku XX wieku w Czortkowie na Ukrainie. 

## Historia
Budynek wzniesiono na miejscu chasydzkiego klojzu z 1870 roku na tzw. Starym Czortkowie, na terenie ówczesnej dzielnicy żydowskiej. 
Powstał w latach 1905–1909 jako pałac cadyka z dużą salą modlitwy, wzniesiono go według projektu wiedeńskiego architekta, Hansa Goldkremera (lub Heldkramera). Synagoga była wzorowana na pałacu cadyka w Sadagórze. Od 1910 roku stała się siedzibą naczelnego rabina. Podczas I wojny światowej została zniszczona, odbudowano ją w latach 1925–1927.
Po II wojnie światowej do 2013 roku obiekt służył jako Stacja Młodych Techników, ponadto była wykorzystywana jako magazyn medyczny w latach 90. XX wieku oraz w jednej z sal urzadono niewielkie studio fotograficzne. 

## Architektura
Świątynia wzniesiona w stylu mauretańskim (mauretański neogotyk) bądź orientalnym. W narożnikach budynku znajdują się dwie baszty.
Wnętrze było zdobione malowidłami oraz płaskorzeźbami wykonanymi przez włoskich artystów.

## Galeria

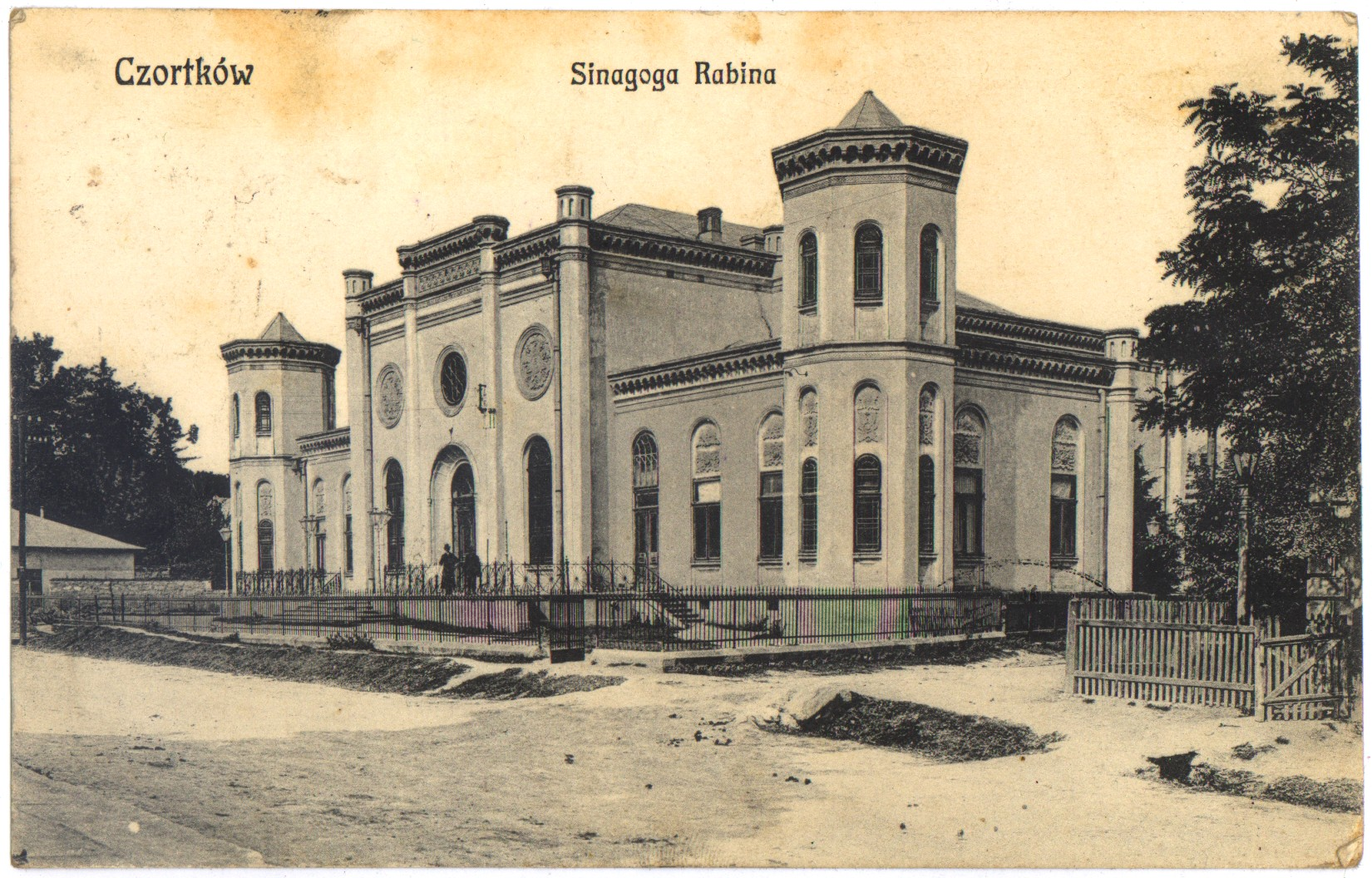
Synagoga na pocztówce (około 1912)
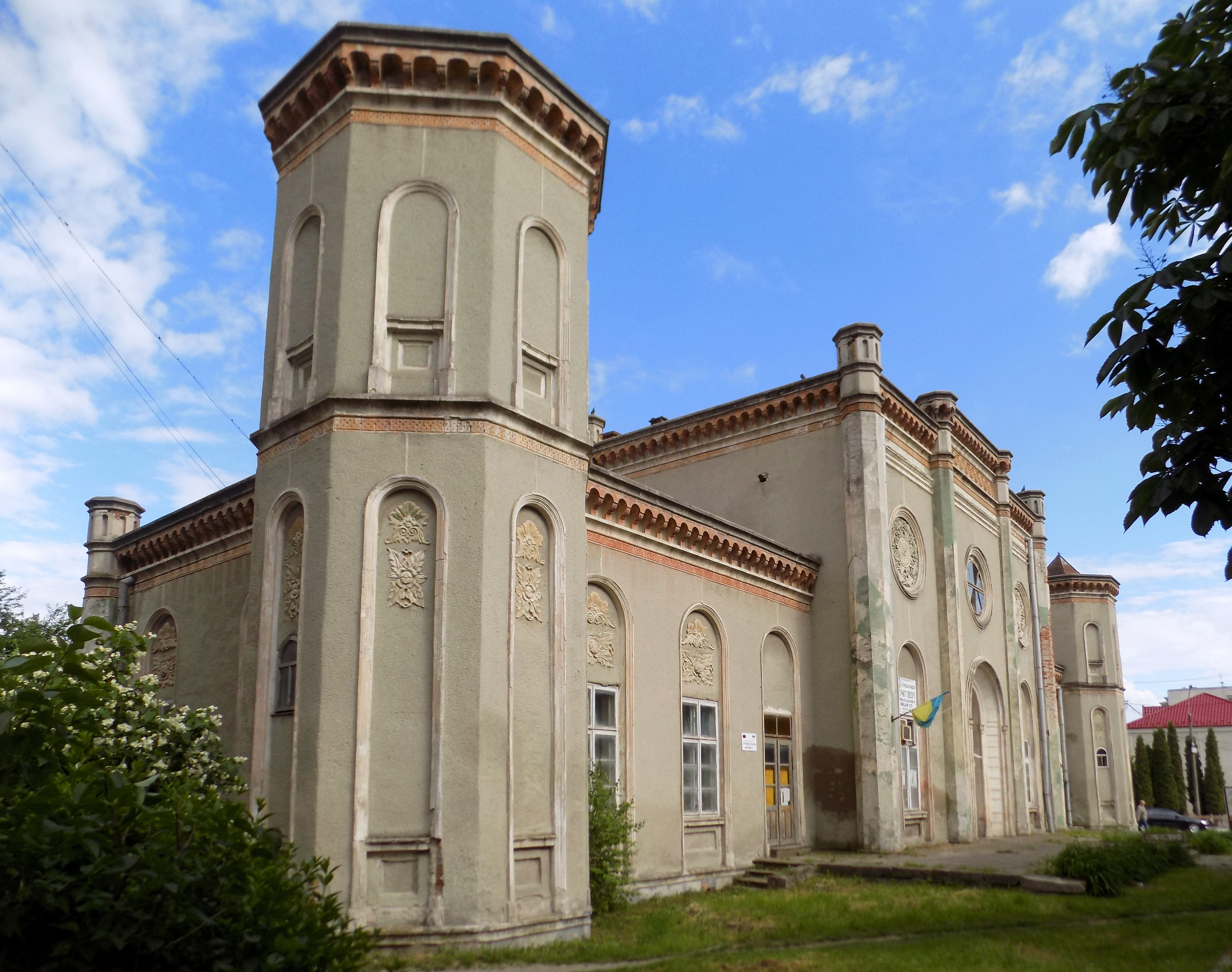
Narożnik (2017)
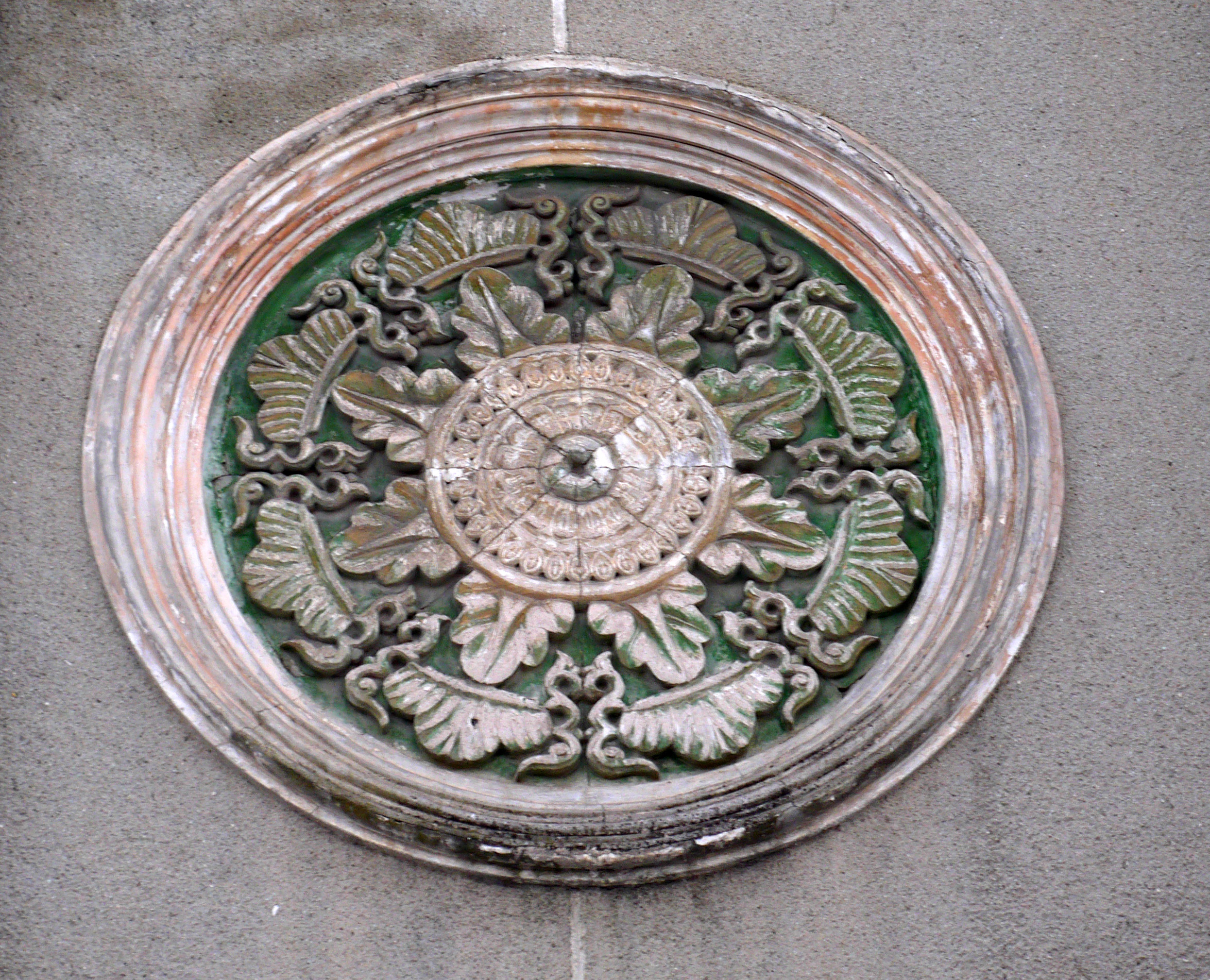
Ornament na elewacji zewnętrznej (2016)
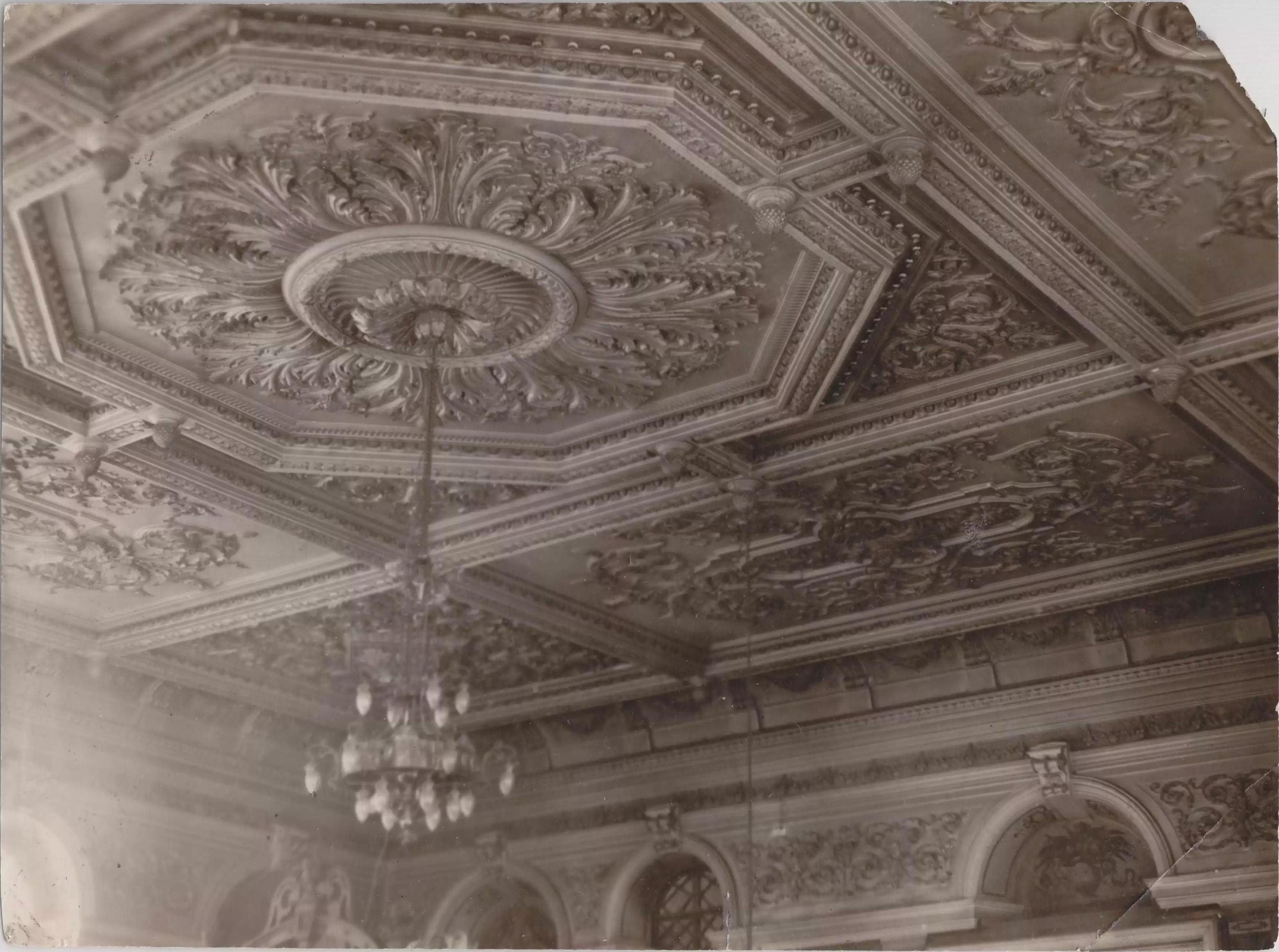
Sufit (1926)